# Beta Piscis Austrini
Beta Piscis Austrini (β Piscis Austrini, förkortat Beta PsA, β PsA) som är stjärnans Bayerbeteckning, är en dubbelstjärna belägen i den mellersta delen av stjärnbilden Södra fisken. Den har en kombinerad skenbar magnitud på 4,29 och är synlig för blotta ögat där ljusföroreningar ej förekommer. Baserat på parallaxmätning inom Hipparcosuppdraget på ca 22,8 mas, beräknas den befinna sig på ett avstånd på ca 143 ljusår (ca 44 parsek) från solen. 

## Egenskaper
Primärstjärnan Beta  Piscis Austrini A är en blå till vit stjärna i huvudserien av spektralklass A1 V. Den har massa som är ca 2,3 gånger större än solens massa, en radie som är ca 2,1 gånger större än solens och utsänder från dess fotosfär ca 37 gånger mera energi än solen vid en effektiv temperatur av ca 9 600 K. Det har observerats ett överskott av infraröd strålning vilket tyder på närvaro av en omgivande stoftskiva. Denna har en uppskattad temperatur på 188 K, vilket anger ett avstånd på 12 AE från värdstjärnan. Vid stjärnans koordinater finns en källa till röntgenstrålning med en styrka på 88,5 × 1020 W, vilken sannolikt kommer från en annan källa än en stjärna av spektraltyp A.
Följeslagaren Beta  Piscis Austrini B är av spektralklass A2 V. Den har en skenbar magnitud på 7,8 och är separerad med 30,3 bågsekunder från primärstjärnan.